# Tierra de Alba (Salamanca)
La Tierra de Alba (también conocida como Campo de Alba) es una comarca de la provincia de Salamanca, en la comunidad autónoma de Castilla y León, España. Sus límites no se corresponden con una división administrativa, sino con una demarcación histórico-tradicional.

## Geografía

### Demarcación
Comprende 28 municipios: Alba de Tormes, Aldeaseca de Alba, Anaya de Alba, Armenteros, Beleña, Buenavista, Chagarcía Medianero, Coca de Alba, Éjeme, Encinas de Arriba, Fresno Alhándiga, Gajates, Galinduste, Galisancho, Garcihernández, Horcajo Medianero, Larrodrigo, La Maya, Martinamor, Navales, Pedraza de Alba, Pedrosillo de Alba, Pelayos, Peñarandilla, Sieteiglesias, Terradillos, Valdecarros y Valdemierque.
Se considera a Alba de Tormes como el centro neurálgico o capital del territorio.
Limita con Las Villas y la Tierra de Peñaranda al norte, con Ávila al este, con Salvatierra al sur y con el Campo de Salamanca al oeste.
| Noroeste: Campo de Salamanca | Norte: Las Villas | Nordeste: Tierra de Peñaranda      |
| Oeste: Campo de Salamanca    |                   | Este: El Barco de Ávila (Ávila)    |
| Suroeste: Campo de Salamanca | Sur: Salvatierra  | Sureste: El Barco de Ávila (Ávila) |

## Demografía
| Gráfica de evolución demográfica de Tierra de Alba entre 1900 y 2020                                                                                         |
| |
| Población de derecho (1900-1991) o población residente (2001-2011) según los censos de población del INE Población según el padrón municipal de 2020 del INE |

La comarca de Tierra de Alba, al igual que la mayoría de las comarcas salmantinas, sufrió un gran declive demográfico entre los años 60 y 70 debido al gran éxodo de la población rural a las ciudades. En esta comarca hasta los años 50 casi todos sus municipios eran pequeñas localidades que tenían entre 300 y 500 habitantes, además es una comarca con muchas pequeñas alquerías lo que dispersa aún más a la población. Pero desde el éxodo de los años 60 prácticamente todos sus municipios tienen menos de 300 habitantes y además tienen una tendencia negativa, pero pese a esto la población de la comarca ha conseguido mantenerse en unos números similares debido al progresivo aumento de la población de Alba de Tormes, y el fuerte ascenso de otros municipios que actúan como pueblos dormitorio de Salamanca, como pueden ser Terradillos o Buenavista, que amortiguan la fuerte caída del resto de municipios de la comarca.

## Historia

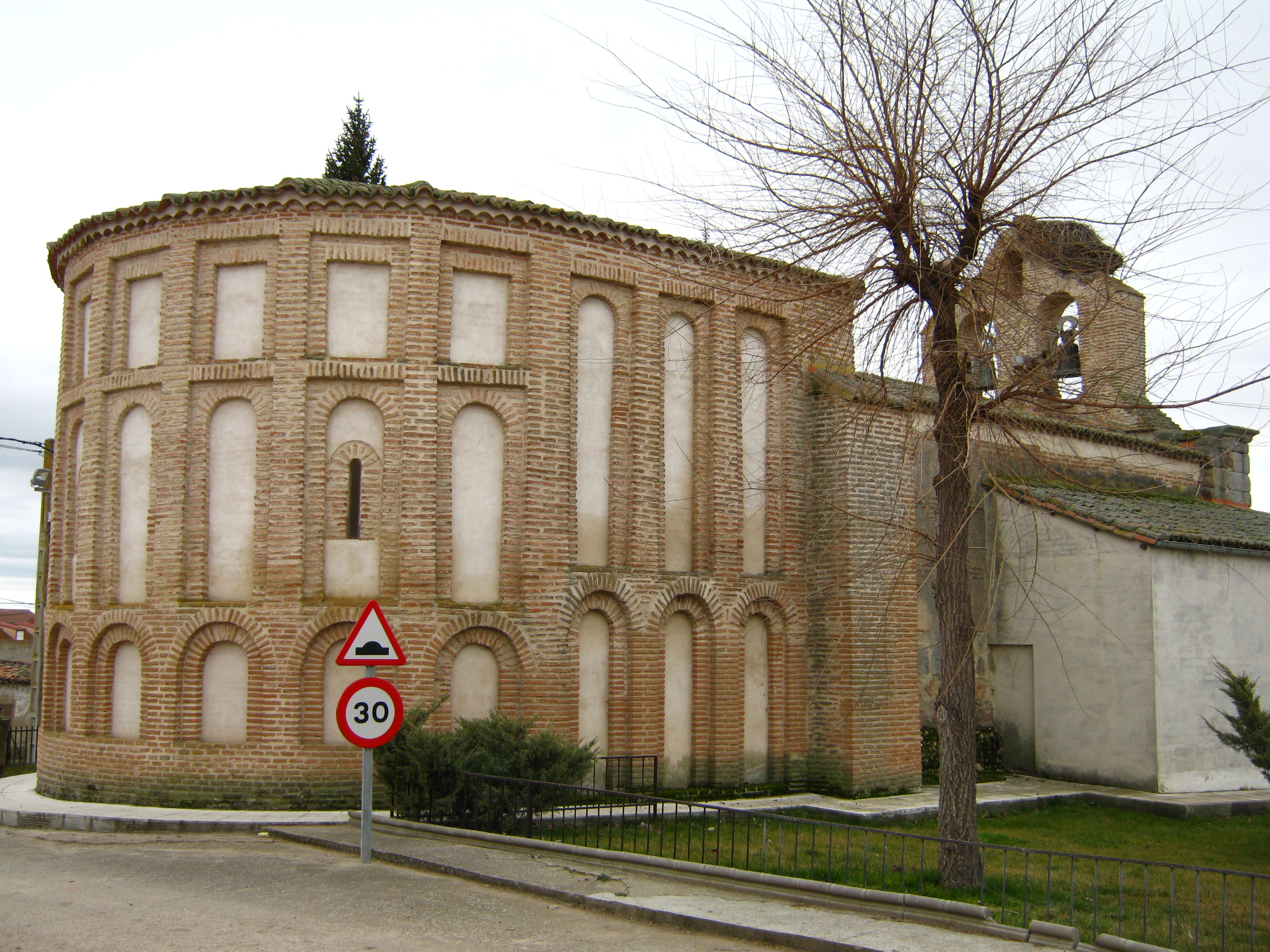
Iglesia de Coca de Alba, de estilo románico-mudéjar coetáneo a la repoblación de la mayoría de localidades de la comarca

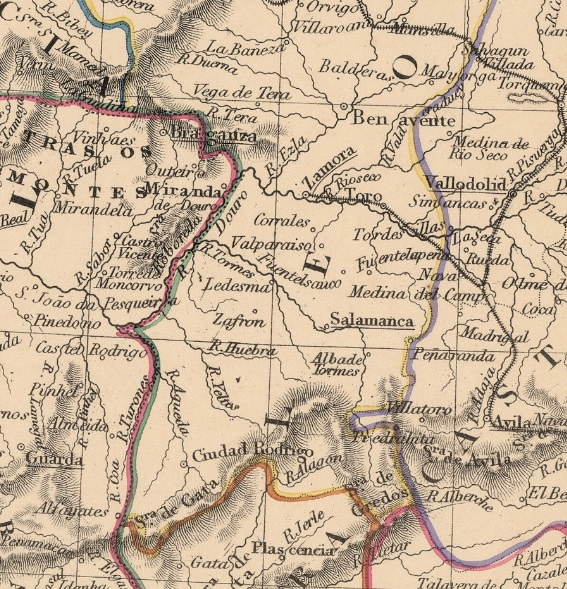
Detalle del mapa Spain and Portugal in provinces, realizado en 1838 por J. & C. Walker, en el que se puede observar Alba de Tormes

Las primeras noticias que aparecen sobre la existencia de población en la comarca vienen proporcionadas por un dolmen situado a 900 metros al SW del pueblo de Terradillos, en una zona elevada. Se trata del dolmen conocido como las Piedras Hitas, nombre dado por el padre César Moran, ubicado en la partida conocida con el topónimo de La Torrecilla.
Posteriormente, la existencia de una calzada romana dentro del término municipal de Terradillos, junto a la urbanización El Pinar de Alba, hace presumir que el poblamiento se mantuvo a lo largo de esta época. Dicha calzada respondería a un ramal de la Vía de la Plata, que unía Salmántica con Alba de Tormes.
No obstante, la fundación de la mayoría de las actuales localidades de la comarca se remonta a la repoblación efectuada por los reyes leoneses en la Edad Media. Precisamente para ello resultó decisivo un hecho bélico que tuvo lugar en la comarca en el año 939, la batalla de Alhandega, acaecida en el término de Fresno Alhándiga entre el río Alhándiga y la zona hoy conocida como el barranco de Cortos, en la cual los ejércitos leoneses y musulmanes se enfrentaron, saliendo victoriosas las tropas de Ramiro II de León. Asimismo, la documentación medieval recoge la fundación y fortificación por parte de este rey leonés del lugar de Alhandega, posterior Fresno Alhándiga, así como de Gajates
En todo caso, la comarca en sí tuvo carta de naturaleza tras la creación del concejo de Alba por parte de la monarquía leonesa, y del cual pasaron a depender los pueblos de la comarca y cuya capital era Alba de Tormes, excelentemente situada para controlar el paso del Tormes, formando parte el concejo albense del Reino de León. El Alfoz de Alba estuvo dividido en varios cuartos: Cantalberque, Allende el Río, Rialmar y la propia villa de Alba de Tormes y sus anejos. Por otro lado, el 4 de julio de 1140 el rey Alfonso VII de León otorgó a la villa de Alba un Fuero propio.
En 1429 el rey Juan II entregó la villa de Alba de Tormes al obispo Gutierre Álvarez de Toledo, de la casa de Álvarez de Toledo, tomando así el título de señor de Alba de Tormes. A partir de ese momento la historia de la comarca estuvo íntimamente ligada a la casa de Alba. El vertiginoso ascenso familiar fue acompañado asimismo por la elevación del señorío a Condado de Alba de Tormes en 1439 y finalmente transformado en Ducado de Alba de Tormes desde 1472, título nobiliario otorgado por el rey Enrique IV a favor de García Álvarez de Toledo y Carrillo de Toledo, el I duque de Alba.
Por otro lado, el año 1571 Santa Teresa de Jesús fundó su octavo convento de Orden de Nuestra Señora del Monte Carmelo u Orden de las Carmelitas en Alba de Tormes, sitio donde falleció el 4 de octubre de 1582 y en cuyo retablo mayor se exponen a la veneración de los peregrinos su cuerpo incorrupto.
Con la creación de las actuales provincias en 1833, la Tierra de Alba de Tormes quedó encuadrada en la provincia de Salamanca, dentro de la Región Leonesa, constituyendo un partido judicial propio hasta que en el siglo XX se decretó su desaparición e integración en el de Salamanca.